# Modelo de doble doblete de Higgs
El modelo de doble doblete de Higgs (proveniente del inglés Two Higgs-doublet model, abreviado 2HDM) es una de las extensiones más sencillas del Modelo estándar de la física de partículas (MS). Es una de las elecciones naturales de la física más allá del Modelo Estándar que en vez de un doblete Higgs contienen dos. También hay modelos de tres o más dobletes.

## Experiencias
Datos experimentales parecen cotejar bien con las predicciones del Modelo Estándar (MS). Pero hay una vasta creencia que, debido a muchas interrogantes sin respuesta como la materia oscura, masas de neutrinos, el problema de jerarquía y el formidable problema de violación CP (carga-paridad), debe de existir física que rebase el MS.
La adición del segundo doblete Higgs conduce a una fenomenología más variada, pues hay cinco estados escalares físicos: 1 y 2) bosones Higgs neutros pares CP {\displaystyle h} y {\displaystyle H} (por convención, {\displaystyle H} es más pesado que {\displaystyle h}); 3) CP impar pseudoescalar {\displaystyle A}; 4 y 5) dos bosones Higgs cargados {\displaystyle H^{\pm }}. El bosón Higgs descubierto se mide para ser CP par, de modo que con el Higgs observado se puede mapear {\displaystyle h} o {\displaystyle H}. Ocurre un caso especial cuando {\displaystyle \cos(\beta -\alpha )\rightarrow 0}, el límite de alineación en el cual el bosón {\displaystyle h} Higgs par CP, más ligero, tiene acoplamientos exactamente como el bosón MS-Higgs. En otro límite, donde {\displaystyle \sin(\beta -\alpha )\rightarrow 0}, el bosón par CP más pesado (por ejemplo {\displaystyle H}, MS-afín) deja {\displaystyle h} para que sea el más ligero que el Higgs descubierto.
Es factible describir tal modelo en términos de seis parámetros físicos: cuatro masas Higgs ({\displaystyle m_{h},m_{H},m_{A},m_{H^{\pm }}}), la proporción de los dos valores de expectativa de vacío ({\displaystyle \tan \beta }) y el ángulo de mixtura ({\displaystyle \alpha }) que diagonaliza la matriz de masa de los Higgs pares CP neutros. En el MS se usan dos parámetros: la masa de los Higgs y su valor de expectativa de vacío.

## Clasificación
Los modelos Two-Higgs-doublet pueden introducir corrientes neutras cambiantes (flavor-changing neutral currents) aún no observadas. La condición Glashow-Weinberg, la cual requiere que cada grupo de fermiones (de tipos quark arriba y quark abajo y leptones cargados) se acoplen exactamente a uno de los dos dobletes, es suficiente para evitar la predicción de las corrientes neutras cambiantes.
Según el tipo de pares de fermiones que se acoplen a {\displaystyle \Phi }, los modelos Two-Higgs-doublet se pueden dividir en las clases siguientes:
| Tipo            | Descripción       | Tipos quark arriba se acoplan a     | Tipos quark abajo se acoplan a      | Leptones cargados se acoplan a      | Comentarios                                                                 |  |
| --------------- | ----------------- | ----------------------------------- | ----------------------------------- | ----------------------------------- | --------------------------------------------------------------------------- |  |
| Tipo I          | Fermiofóbico      | {\displaystyle \Phi _{2}}           | {\displaystyle \Phi _{2}}           | {\displaystyle \Phi _{2}}           | Fermiones cargados se acoplan solo al segundo doblete.                      |  |
| Tipo II         | MSSM-afín         | {\displaystyle \Phi _{2}}           | {\displaystyle \Phi _{1}}           | {\displaystyle \Phi _{1}}           | Tipos quark arriba y quark abajo se acoplan a dobletes separados.           |  |
| X               | Leptón específico | {\displaystyle \Phi _{2}}           | {\displaystyle \Phi _{2}}           | {\displaystyle \Phi _{1}}           |                                                                             |  |
| Y               | Girado            | {\displaystyle \Phi _{2}}           | {\displaystyle \Phi _{1}}           | {\displaystyle \Phi _{2}}           |                                                                             |  |
| Tipo III        |                   | {\displaystyle \Phi _{1},\Phi _{2}} | {\displaystyle \Phi _{1},\Phi _{2}} | {\displaystyle \Phi _{1},\Phi _{2}} | Corrientes neutras de índole cambiante en nivel tres.                       |  |
| Tipo FCNC-libre |                   | {\displaystyle \Phi _{1},\Phi _{2}} | {\displaystyle \Phi _{1},\Phi _{2}} | {\displaystyle \Phi _{1},\Phi _{2}} | Si se encuentra un par matricial que se pueda diagonalizar simultáneamente. |  |

Por convención, {\displaystyle \Phi _{2}} es el doblete al cual se acoplan quarks arriba.